# Denkmal (Lied)
Denkmal ist ein Lied der deutschen Pop-Rock-Band Wir sind Helden. Der Song ist die vierte Singleauskopplung ihres Debütalbums Die Reklamation und wurde am 19. Januar 2004 veröffentlicht.

## Inhalt
Denkmal handelt von einem Liebespaar, dessen Beziehung von Außenstehenden mit einem Denkmal geehrt wird. Jedoch wehren sich die beiden dagegen, da ihre Beziehung nicht auf die Bewertung von anderen angewiesen sei und sie selbst ihre Liebe und ihren Zusammenhalt definieren. Schließlich zerstören sie das Denkmal, um gegen die gesellschaftliche Erwartungshaltung zu protestieren.

„Hol den Vorschlaghammer!

Sie haben uns ein Denkmal gebaut

Und jeder Vollidiot weiß, dass das die Liebe versaut

Ich werd’ die schlechtesten Sprayer dieser Stadt engagier’n

Die soll’n nachts noch die Trümmer mit Parolen beschmier’n“

## Entstehung
Judith Holofernes besuchte die Liedermacherakademie Sago von Christof Stählin. Dieser legte für die Jahresaufgabe 1998 das Thema „Denkmal“ fest. Holofernes erster Impuls war, dass da nur ein „lahmes, blutleeres Kopfgeseier“ entstehen könne. Sie ging dann aber spazieren und dachte an ihre damals sich dem Ende neigende Beziehung, die von außen als sehr stabil bewertet wurde. Stählin nahm den Song kritisch auf. Bodo Wartkes Ein Denkmal denkt entstand ebenso durch diese Aufgabe.
Als Autoren fungierten neben Holofernes die Wir-sind-Helden-Mitglieder Jean-Michel Tourette und Pola Roy. Der Song wurde von Patrik Majer produziert.

## Musikvideo
Bei dem zu Denkmal gedrehten Musikvideo führten Peter Göltenboth und Florian Giefer Regie. Es verzeichnet auf YouTube über 13 Millionen Aufrufe (Stand November 2024).
Das Video zeigt Wir sind Helden während ihrer Tour zum zugehörigen Album Die Reklamation, wobei sie den Song auf der Bühne vor ihren Fans spielen. In weiteren Szenen sind die vier Bandmitglieder im Tourbus, Backstage und auf Autobahnraststätten zu sehen. Die Musik im Video entspricht nicht vollständig der Studioversion, in einer der Szenen werden auch Liveaufnahmen eines Konzertes eingespielt, in denen mitsingende Fans zu hören sind.

## Single

### Covergestaltung
Das Singlecover zeigt von links nach rechts die Köpfe der vier Bandmitglieder Jean-Michel Tourette, Judith Holofernes, Mark Tavassol und Pola Roy in Cartoonoptik. Sie sind von einem Stromkreis umgeben, der sie mit ihren Instrumenten und Mikrofonen verbindet. Am oberen Bildrand steht der weiße Schriftzug Wir sind Helden, während sich der Titel Denkmal in Weiß rechts unten im Bild befindet. Der Hintergrund ist grün gehalten.

### Titelliste
1. Denkmal – 3:15
2. Heldenzeit (live) – 4:42
3. Streichelzoo (live) – 3:38
4. Du erkennst mich nicht wieder (live) – 5:12
5. Denkmal (Video) – 3:16

### Chartplatzierungen
Denkmal stieg am 2. Februar 2004 auf Platz 30 in die deutschen Singlecharts ein und erreichte sieben Wochen später mit Rang 26 die beste Platzierung. Insgesamt hielt sich der Song 20 Wochen lang in den Top 100. In Österreich belegte die Single Position 41 und konnte sich 15 Wochen in den Charts halten, während sie in der Schweiz die Top 100 verpasste.
| ChartsChartplatzierungen | Höchstplatzierung | Wochen |
| ------------------------ | ----------------- | ------ |
| Deutschland (GfK)        | 26 (20 Wo.)       | 20     |
| Österreich (Ö3)          | 41 (15 Wo.)       | 15     |

### Verkaufszahlen und Auszeichnungen
Denkmal wurde im Jahr 2023 für mehr als 150.000 Verkäufe in Deutschland mit einer Goldenen Schallplatte ausgezeichnet.

| Land/Region        | Auszeichnungen für Musikverkäufe (Land/Region, Auszeichnung, Verkäufe) | Verkäufe |
| ------------------ | ---------------------------------------------------------------------- | -------- |
| Deutschland (BVMI) | Gold                                                                   | 150.000  |
| Insgesamt          | 1× Gold ·                                                              | 150.000  |